# Eulalia Bernard
Maunrice Eulalee Bernard Little (Limón, 7 de julio de 1935-11 de julio de 2021), más conocida como Eulalia Bernard, fue una escritora, poetisa, activista, política, diplomática y educadora costarricense, considerada un ícono de la cultura afrodescendiente de su país. Bernard hizo un aporte al arte contemporáneo centroamericano en diversas áreas, incluyendo el performance.

## Biografía
Nació en Puerto Limón el 7 de julio de 1935. Sus padres fueron Carolina Little Crosby (también conocida como Carolina Bernard), una maestra con interés transformador, y Christopher Bernard Jackson, un sastre. Ambos eran inmigrantes jamaiquinos. Con el impulso de su madre, desde niña rompió paradigmas al participar en roles no tradicionales por la cultura racista, tal como ser ángel en los eventos católicos.
Su educación primaria la realizó en el Colegio Nuestra Señora de Sion en San José, y la secundaria en el Colegio Diurno de la ciudad de Limón. Empezó a desenvolverse como docente en 1956. Luego de enseñar en San José y Heredia, decidió continuar con estudios para la enseñanza del inglés en la Escuela de Lenguas Modernas; así, se convierte en la primera mujer afrodescendiente en graduarse de esta área en la Universidad de Costa Rica.
Posteriormente, cursó estudios de posgrado en lingüística y televisión educativa en la Universidad de Gales en Gran Bretaña.  Como parte de sus estudios de posgrado, hizo una descripción fonológica del criollo limonense en 1969, convirtiéndose en pionera en el campo.
 

Fue pionera en el campo político negro, dentro y fuera de su país; ya en la década de los 70 se consolidó como activista de la diáspora. En 1974, tuvo una estancia como Agregada Cultural de Costa Rica en Jamaica. Ese mismo año propuso y lideró el "Plan Educativo de Limón" del Ministerio de Educación Pública, cuyo fin era la educación bilingüe y la educación bicultural.  Sin embargo, el plan es interrumpido:
por un lamentable malentendido del citado Ministro en torno al trabajo que se hacía en una de las escuelas […] que se estaba importando un problema de racismo ajeno a nuestro país [Costa Rica], debido a algunos afiches de personalidades de la talla de Harriet Tubman.
Para el plan educativo aprovechó su conocimiento en lingüística. Asimismo, con su formación en televisión educativa, se convirtió en precursora para la fundación de Sistema Nacional de Radio y Televisión público de Costa Rica.
En 1977 participó en el Primer Congreso de la Cultura Negra de las Américas, donde también fue integrante del Comité Ejecutivo, siendo una de las dos únicas mujeres en dicho órgano. En 1978 fue una figura protagonista del Primer Seminario Nacional del Negro en Costa Rica, siendo la única mujer en la Junta Directiva. Este evento buscó revisar las condiciones de la comunidad negra costarricense así como el racismo estructural en el país. 
En 1981, fundó la Cátedra de Estudios de la Cultura Afroamericana de la Universidad de Costa Rica.  En 1982, con la publicación de su libro Ritmohéroe se convirtió en la primera mujer afrocostarricense con una publicación impresa en Costa Rica. Desde ese mismo año, y hasta 1993, dictó la clase de "Introducción a la Cultura Africano-Americana: Africa en América" en la Universidad de Costa Rica buscando tener incidencia política en sus estudiantes. Entre sus alumnos destacó Epsy Campbell, la exvicepresidenta de Costa Rica y primera mujer afrolatinoamericana en esa posición.
En 1986 fue candidata a diputada por el partido Pueblo Unido, siendo la primera candidata negra por un partido no tradicional y comunista. Anteriormente existía una alianza histórica entre afrocaribeños y el Partido Liberación Nacional que ella decide romper en respuesta a las condiciones sociales de la época.
Fue profesora de literatura afrocaribeña en universidades de los Estados Unidos y Canadá. También fue invitada a congresos internacionales a presentar sobre la afrodescendencia en el Caribe, Europa y América Asimismo, trabajó en la Organización de Naciones Unidas en el área de educación, investigando sobre los trabajos creativos de la comunidad negra en América. Mediante sus escritos, ha contribuido a resguardar y transmitir el acervo cultural afrodescendiente. Ha recibido numerosos reconocimientos por su labor política y cultural, incluyendo la defensa de los derechos de la mujer y las minorías. 
Falleció el 12 de julio de 2021 a los ochenta y tres años de edad.

## Pensamiento político

### La comunidad afrodescendiente
Las propuestas políticas de Bernard Little fueron centrales en la escena política y cultural afrolatinoamericana al abrir la posibilidad de lecturas comparadas con otras escritoras de la región en un momento cuando su labor intelectual empieza a reconocerse. Su pensamiento y activismo se vincula al panafricanismo, incluyendo conferencias y festivales.
Un elemento central por el activismo de la comunidad afrodescendiente fue la relación de Bernard Little con el Caribe a partir de sus viajes. Su activismo se empezó a desarrollar en un momento donde diversos frentes culturales abogaban por la identidad negra. Así llegó a conocer y relacionarse con figuras como Louise Bennett, Beverly Manley, y Bob Marley.
Mezcló su activismo político con su producción poética y cultural en general posicionándose abiertamente como activista de la negritud en línea con el movimiento poético y político convocado por otras figuras caribeñas como Aimé Césaire y Léon Damas. A la vez, se presentó como heredera del garveyismo, surgido a partir de la militancia política de Marcus Garvey, iniciada en 1911 en Puerto Limón.

Su poesía es un llamado a aceptar plenamente la identidad negra, incluyendo las particularidades impuestas por el contexto local:
Eulalia Bernard pone de relieve las huellas de la esclavitud explorando las dificultades de integración de los primeros inmigrantes jamaicanos. El poema « Requiem a mi primo jamaiquino » (Bernard, 1996, p. 29) por ejemplo alude a un problema que muchos inmigrantes jamaicanos tuvieron. Nacidos en Costa Rica ya no eran jamaicanos pero tampoco podían solicitar la nacionalidad costarricense : eran seres « apátridas »6: « Su sudor germinó/ Un pedacito de esta tierra/ Inhóspita y fértil del trópico/ Que no será nunca tierra patria/ Pues cedularse jamás pudo/ Mi primo jamaiquino ». La exploración de estas dificultades se hace mediante la visión intracéntrica a la que nos referimos anteriormente. Aquí la voz poética menciona a su « primo jamaiquino ». Se posiciona en la esfera de la familia y así contribuye a restituir la memoria de la africanidad en diáspora.

### Las mujeres afrodescendientes
El tema de los derechos de las mujeres afrodescendientes puede ser visto en su obra literaria desde una mirada diacrónica. Así, la atención al tema es persistente a lo largo de su producción, que va transformando las ideas sobre el ser y la visión sobre la mujer negra: 
Las producciones culturales de Eulalia Bernard navegan una tradición de feminismos afrodiaspóricos que recupera y, a la vez, politiza las identidades de las mujeres negras. Desde su experiencia situada de afrocaribeña en Costa Rica, Bernard lleva su cuerpo, sus deseos y su propia visión de transformación social a los diferentes espacios de discusión sobre los destinos de la comunidad y a su literatura.
Al lado de su producción literaria también su quehacer político-cultural puede relacionarse con el surgimiento de una epistemología afrofeminista local.

## Obra literaria
Sobresalió por contar con obras en español, inglés y criollo limonense. Su nombre ha sido incluido en proyectos que destacan a escritores afrolatinos. En su literatura resalta a Limón como espacio donde se deposita la memoria ancestral afrodescendiente, enfocándose en las relaciones de América y África. Además, llama a la aceptación de la negritud y el reclamo por el cuerpo negro tanto política como estéticamente. También expresa las tensiones entre la negritud y la relación con las ideas de la nación costarricense. Su poesía expresa humor, ironía y tensión dramática. Sus temas principales son la herencia cultural africana, las relaciones entre hombres y mujeres, y los problemas sociopolíticos de la población afrodescendiente que vive en la pobreza. 

### Poesía
Su obra está compuesta especialmente por poesía:
- 1976, Negritud, primera publicación en formato de disco-poemario[4] (disco en vinilo)
- 1982, Ritmohéroe, con 4 ediciones entre 1982 y 1996[23]
- 1991, My Black King,[23] colección de poesía bilingüe[21]
- 1997, Griot
- 2001, Ciénaga, con 5 ediciones entre 2001 y 2006[23]
- 2011, Tatuaje[12]

También ha publicado un ensayo de filosofía:
- 1981, Nuevo ensayo sobre la existencia y la libertad política, con dos ediciones en 1981[23]

## Logros y reconocimientos
- Primera mujer afrodescendiente en publicar literatura en Costa Rica.[11]
- 1991, Ciudadana distinguida, otorgado por la Universidad para la Paz[6]
- 1996, Premio Griot otorgado por el Comité Cultural Pan-Africano por la contribución espiritual y cultural a la salud de la comunidad[6]
- 1998, Premio al Liderazgo, otorgado por Howard University[4]
- 1999, dedicatoria del Festival Flores de la Diáspora Africana en su primer festival,[24] por el reconocimiento a una vida dedicada a la defensa de los derechos de los pueblos negros y afrodescendientes.
- 2009, premio Limón Roots otorgado por la provincia de Limón.
- 2011, dedicatoria del Festival Flores de la Diáspora Africana en su primer festival.[24]
- 2021, dedicatoria del Festival Flores de la Diáspora Africana en su primer festival, homenaje póstumo.[24]